# Commodore Plus/4
Commodore Plus/4 – komputer domowy wyprodukowany przez amerykańską firmę Commodore w 1984 roku, kompatybilny z komputerami Commodore 16 i Commodore 116. Został zaprezentowany podczas targów CES w styczniu 1984, jako Commodore 264. Firma Commodore planowała wyposażanie komputera w różne odmiany pamięci ROM, zależnie od oczekiwań użytkowników, z możliwością wyboru modułu pamięci stałej w momencie zakupu komputera. Plan został jednak zatrzymany w pół roku po premierze urządzenia. Podobnie zaniechano przedstawienia modelu 364, który miał być wyposażony w syntezator mowy oraz odrębną klawiaturę numeryczną.

## Opis

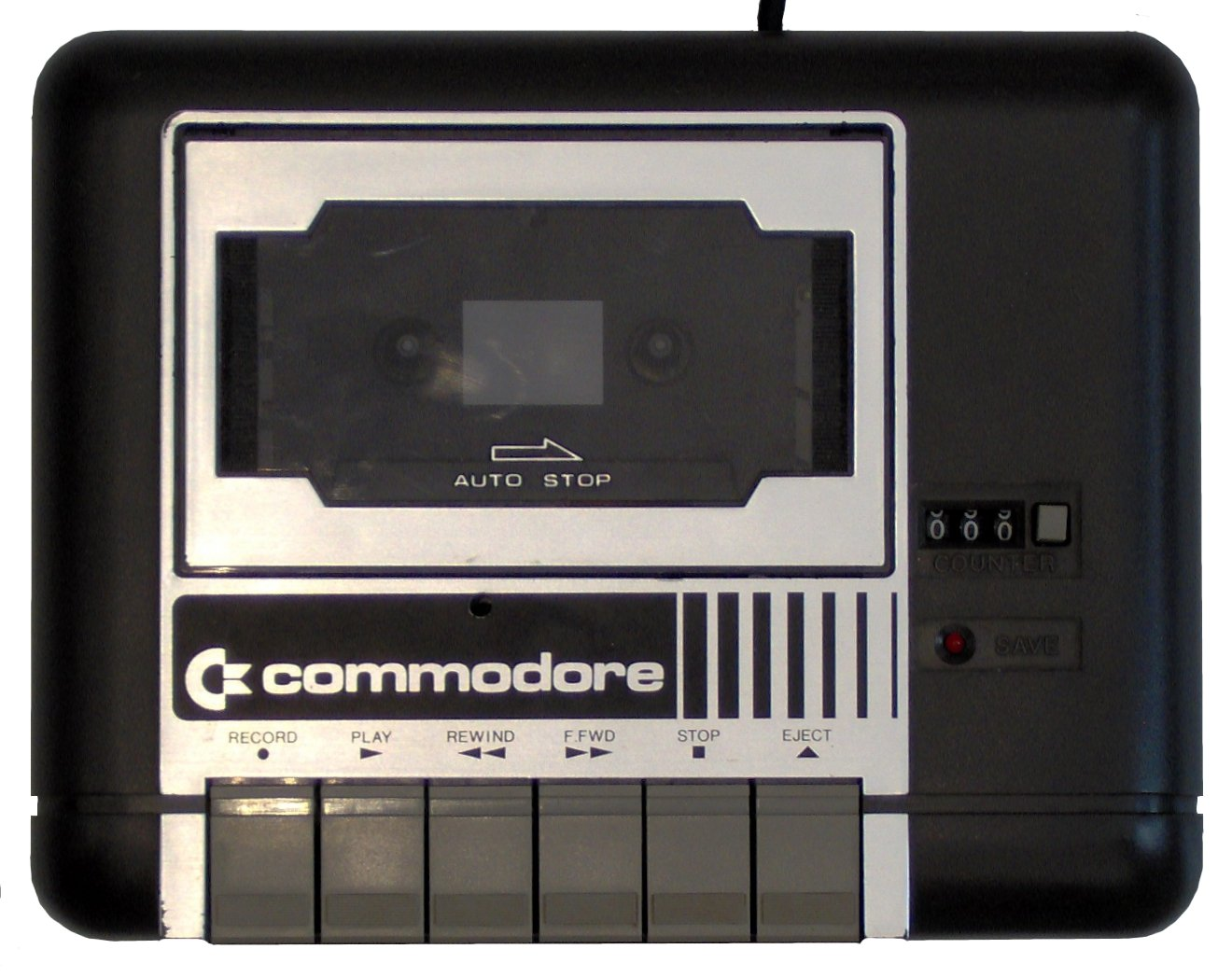
Dedykowany magnetofon kasetowy Commodore 1531, nośnik danych na taśmie magnetycznej

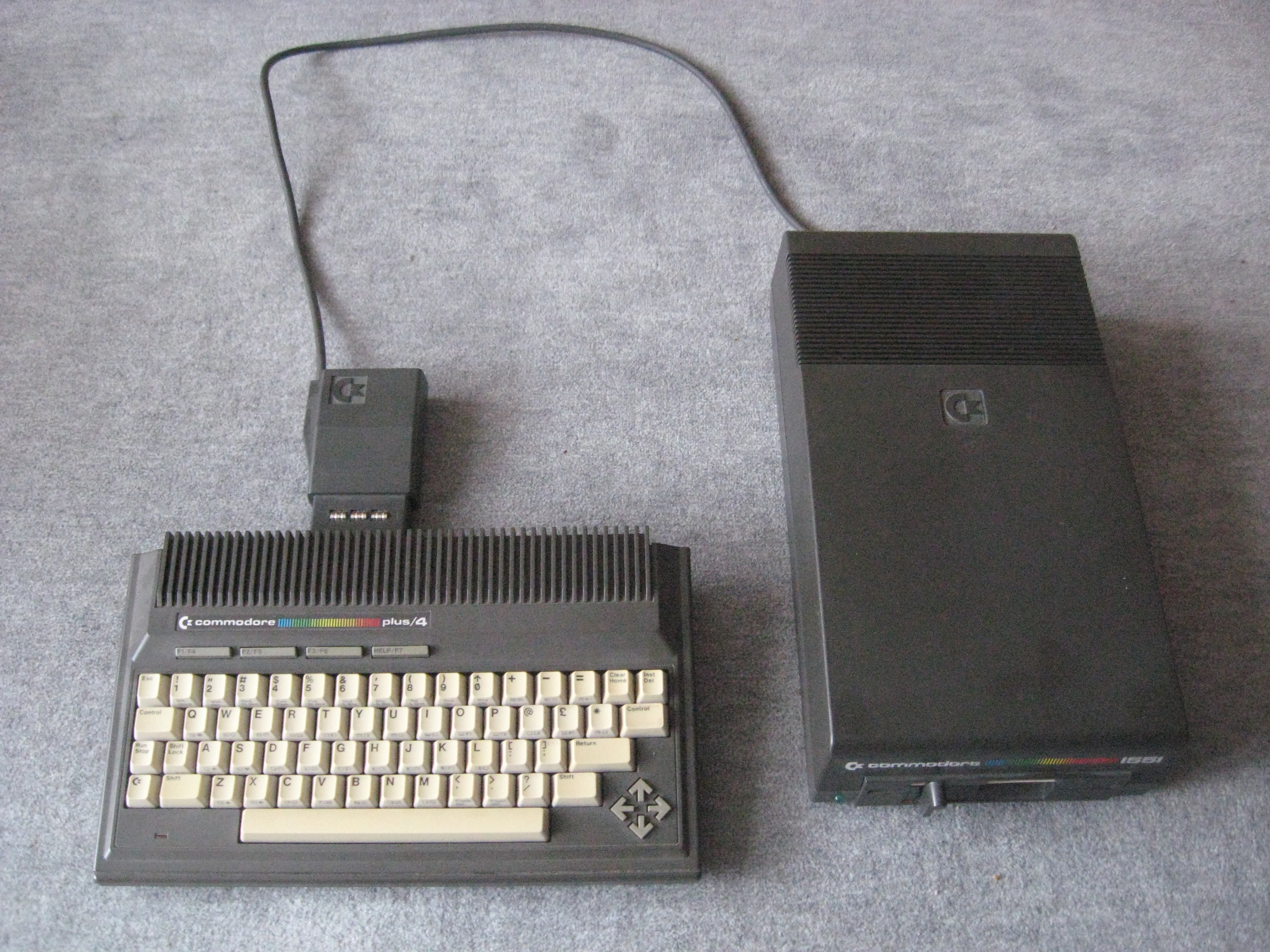
Commodore Plus/4 ze stacją dyskietek Commodore 1551

Nazwa Plus/4 oznacza cztery aplikacje autorstwa International Tri Micro, umieszczone w pamięci ROM: (procesor tekstu, arkusz kalkulacyjny, baza danych i program graficzny; możliwe było tworzenie dokumentów zawierających elementy pochodzące z więcej niż jednej zainstalowanej aplikacji) – komputer miał być urządzeniem przeznaczonym do biznesu. W odróżnieniu od Commodore 16 i Commodore 116 Plus/4 posiadał 64 KB RAM-u. Miał także możliwość podłączenia dedykowanej dla niego stacji dyskietek Commodore 1551. Podłączana ona była przez port równoległy i działała od trzech do pięciu razy szybciej niż stosowana z innymi komputerami Commodore stacja Commodore 1541. Komputer ten wyposażony był w dwukanałowy generator dźwięku oraz układ wyświetlania obrazu zintegrowany w jednej kości MOS 8360R2 „TED”. Jakość dźwięku zdecydowanie ustępowała C64, natomiast paleta kolorów została rozszerzona do 128 kolorów (C64 dysponował paletą 16 barw). Dokładnie było to 16 kolorów oraz 8 poziomów luminancji dla każdego z nich. Ponieważ jednak czarny kolor nie zmieniał swojej jasności, możliwe było uzyskanie tylko 121 kolorów (15 kolorów × 8 poziomów luminancji + czarny).
Komputer wyposażony był w znacznie bardziej rozbudowaną wersję języka BASIC 3.5. Dzięki niemu oraz zmianie adresowania pamięci, użytkownik w BASIC-u miał do dyspozycji 59 KB pamięci RAM. Było to dużym skokiem w porównaniu do 38 KB RAM-u, dostępnej w C64. Podstawowymi wadami komputera Plus/4 była niekompatybilność z C64 (m.in. układ graficzny TED nie obsługiwał sprite’ów) oraz małe możliwości dźwiękowe. Dodatkowo model ten nie posiadał standardowego portu dżojstika oraz portu magnetofonowego (możliwe było podłączenie ich przez specjalne adaptery). Sprawiło to, że rynek nie przyjął dobrze tych komputerów, w następstwie czego powstał model C128, w którym zastosowano architekturę dwuprocesorową, by zachować pełną zgodność z modelem C64.